# Palau Sant Jordi
Palau Sant Jordi – arena w Barcelonie, zaprojektowana przez Arata Isozaki i otwarta 21 września 1990 roku. Jej pojemność wynosi do 17.000 podczas wydarzeń sportowych oraz do 20.000 w przypadku koncertów.
Arena była jednym z głównych obiektów Letnich Igrzysk Olimpijskich 1992.

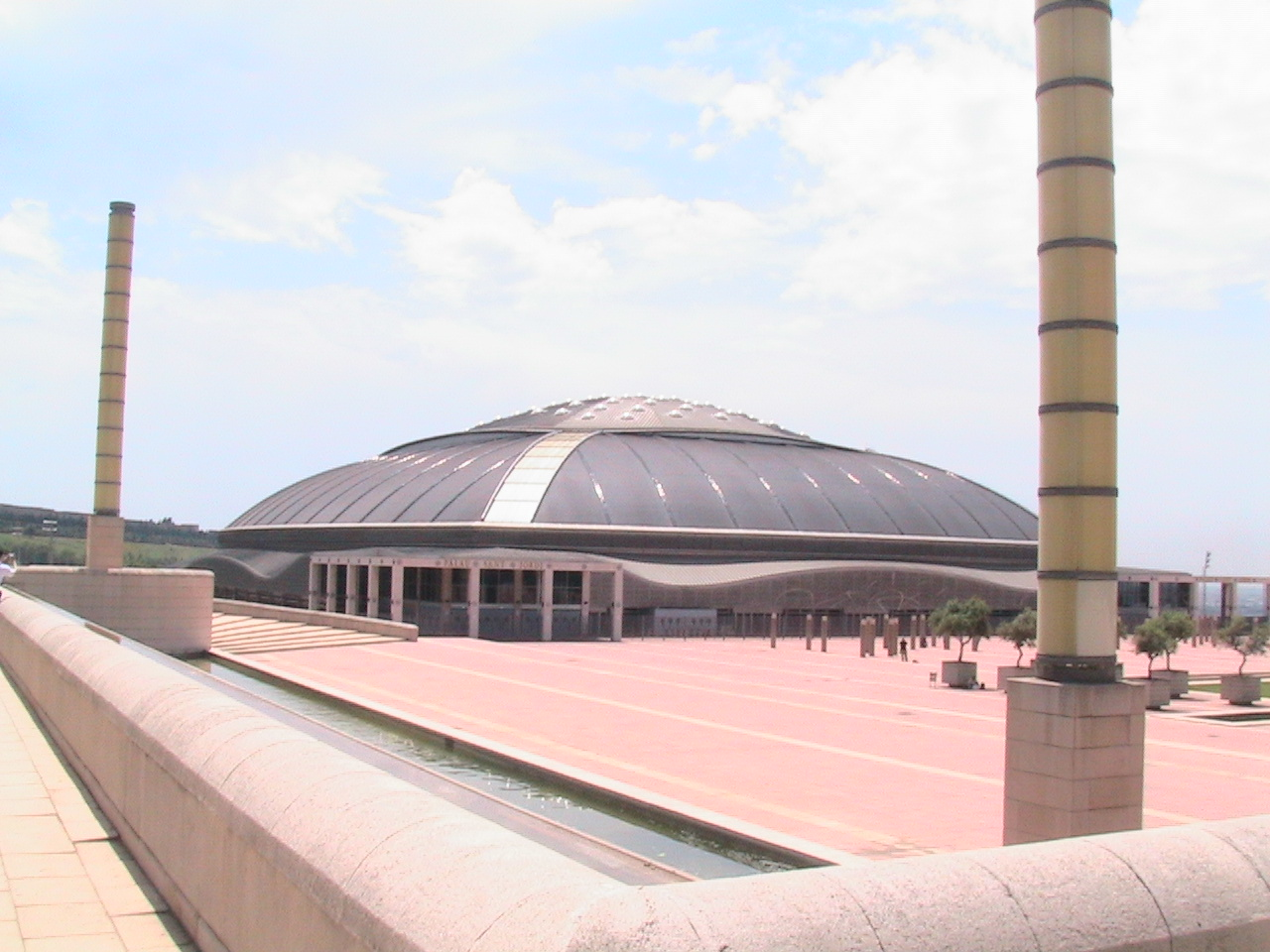
Widok areny od strony wejścia

W Palau Sant Jordi miały miejsce mecze w ramach Euroligi 2003 i 1998, a także finały Pucharu Davisa 2009 i 2000. Arena była również głównym obiektem Mistrzostw Świata w Pływaniu 2003 oraz 2013. Basen został zainstalowany włącznie na tę okazję. Hala gościła także zawody lekkoatletyczne m.in. halowe mistrzostwa świata w 1995 oraz World Roller Games w 2019.
Arena była gospodarzem MTV Europe Music Awards 2002.
Wśród artystów którzy wystąpili w arenie są m.in.: Tina Turner, Frank Sinatra, Paul McCartney, AC/DC, Aerosmith, Iron Maiden, Metallica, Britney Spears, Beyoncé, Coldplay, Bruce Springsteen, Phil Collins, Red Hot Chili Peppers, Leonard Cohen i Depeche Mode.